# Battaglia di Mojkovac
La battaglia di Mojkovac (in montenegrino: Бој на Мојковцу, Boj na Mojkovcu) fu una battaglia svoltasi durante la prima guerra mondiale e combattuta dagli eserciti dell'Impero austro-ungarico e  del Regno del Montenegro, tra il 6 e il 7 gennaio del 1916. La battaglia, seppur conclusasi con una vittoria tattica degli austro-ungarici, permise ai serbi di guadagnare il tempo necessario per completare le operazioni di evacuazione dell'esercito attraverso l'Albania verso le coste adriatiche.

## Antefatti
Nel dicembre del 1915 l'esercito montenegrino stava combattendo contro le forze austro-ungariche ormai da tre mesi, opponendosi strenuamente agli invasori. Le forze delle truppe di terra erano però state indebolite dal maltempo e dalla mancanza di rifornimenti. Il 5 gennaio 1916 i soldati ricevettero l'ordine di proteggere la ritirata dell'esercito serbo, che si stava dirigendo verso l'isola di Corfù.

## La battaglia
Il combattimento raggiunse la massima ferocia nelle giornate del 6 e del 7 gennaio, proprio in corrispondenza del Natale ortodosso. Nonostante fossero in netta inferiorità numerica (il rapporto era all'incirca di 1:3), i Montenegrini, guidati dal Serdar Janko Vukotić sconfissero gli avversari. I difensori inflissero dure perdite alle truppe austro-ungariche, bloccandone temporaneamente l'inesorabile avanzata e permettendo ai Serbi di ritirarsi verso le montagne dell'Albania. La gioia per la vittoria infatti non durò molto a lungo, poiché gli Austriaci continuarono la loro offensiva ed entro il 25 gennaio 1916 tutto l'esercito montenegrino si arrese.